# Panzerzug Danuta
Der Eisenbahn-Panzerzug Danuta (weiblicher Name) war ein improvisierter polnischer Panzerzug aus der Zeit des Polnisch-Ukrainischen Krieges von 1918 bis 1919 und wurde noch im Zweiten Weltkrieg eingesetzt.

## Geschichte
Am 29. Mai 1919 wurde der Panzerzug Danuta in Posen gebaut und mit der Bezeichnung Pociągi Pancerne 9 (P.P. 9, deutsch: Panzerzug 9) aufgestellt. Nach mehreren Umbauten, neuen Zusammenstellungen und Änderung der Panzerzugnummer wurde der Panzerzug das letzte Mal während des Zweiten Weltkrieges eingesetzt.

## Technische Daten
Die Gesamtlänge des Panzerzuges betrug um die 90 m mit einem Gesamtgewicht von circa 260 t.

### Lokomotive
Bei der ersten Dampflokomotive wurde lediglich der Führerstand der mit Blech gepanzert.

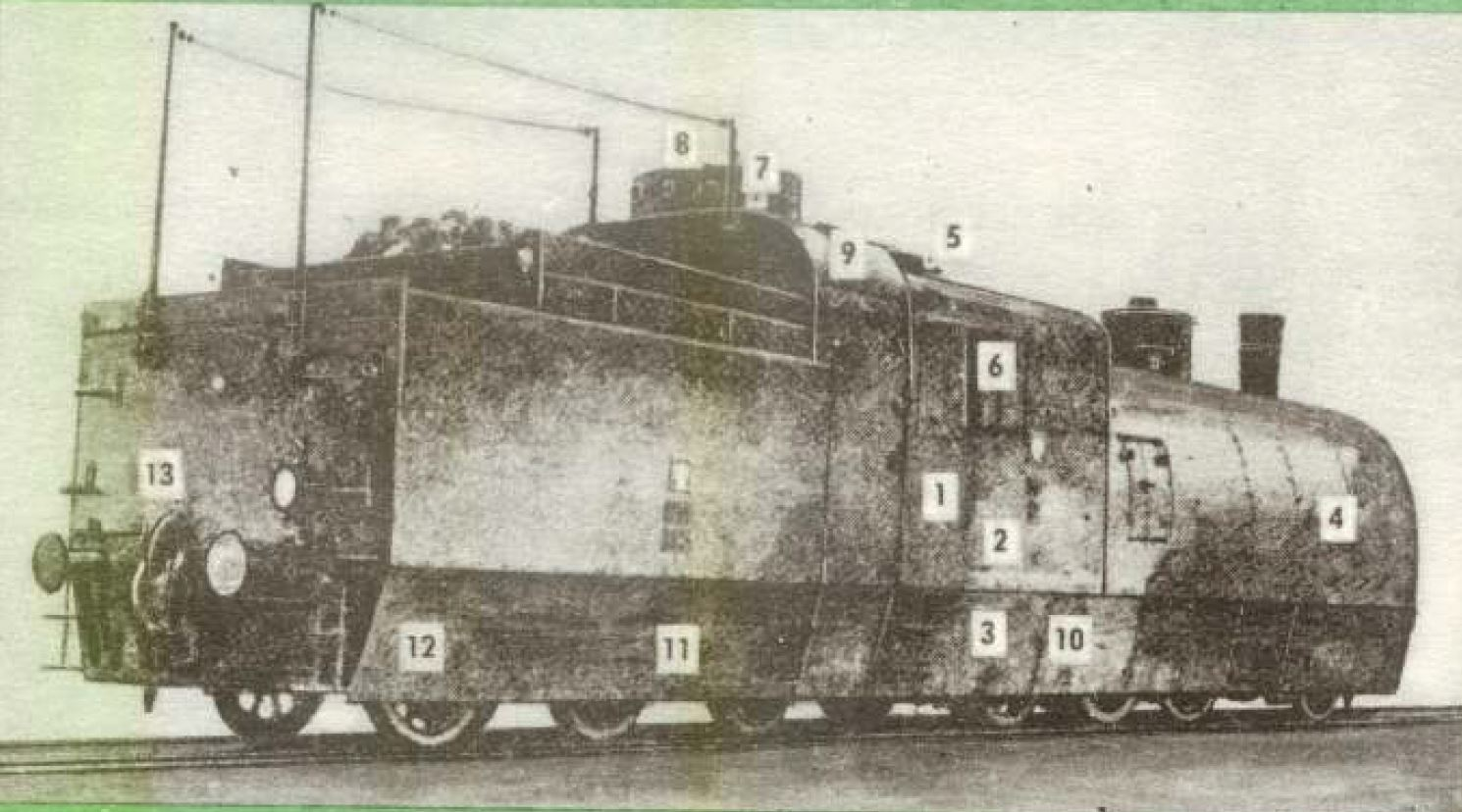
Panzerzuglokomotive Ti3

Nach dem polnisch-sowjetischen Krieg wurde die Panzerzuglokomotive durch eine neue ausgetauscht. Sie wurde durch die Standardlokomotive vom Typ Ti3, ehemals Preußische G 5.3, ersetzt. Diese wurde seit 1927 für nahezu alle Panzerzüge genutzt. Diese spezielle Lokomotive vom Panzerzug Danuta wurde 1905 bei den Hohenzollern-Werken mit der Werknummer 1905/1771 hergestellt. Ab 1905 führte die Lokomotive die Bezeichnung Münster 4021. Nach der Übernahme am Ende des Ersten Weltkrieges erhielt die Lokomotive ab 1926 die neue Bezeichnung PKP Ti3-12. Die Lokomotive wurde mitsamt dem Schlepptender komplett gepanzert. Die Stärke der Panzerung betrug zwischen 8 und 20 mm. Alles zusammen erhöhte sich das Gewicht der Lokomotive mit Tender um 13 t. Zusammengehalten wurden die Panzerplatten mit Nieten und Schrauben an einem Rahmen um die Dampflokomotive und Tender herum. Damit sie einen ausreichenden Schutz gegen Maschinengewehrgeschosse und Splitter, für einen direkten Artillerietreffer war die Panzerung jedoch nicht ausgelegt. Die Besatzung der Lokomotive bestand aus dem Kommandanten, seinem Gehilfen und einem Funker. Der Funker hatte ein Kurzstreckenfunkgerät RKB/C für die Kontaktaufnahme mit dem Draisinenzug zur Verfügung. Um mit den einzelnen Wagen sprechen zu können, gab es eine Gegensprechanlage. Die Tarnung der Lokomotive und übrigen Wagen bestand ab 1936 aus dem standardmäßigem, dreifarbigen Anstrich für gepanzerte Fahrzeuge. Die Grundfarbe war braungrün, auf dem es unregelmäßige dunkelbraune und braungrüne Flecken gab.

### Artilleriewagen
Nach dem polnisch-sowjetischen Krieg wurden die alten Güterwagen durch Artilleriewagen vom Typ II ersetzt. Die Artilleriewagen Typ II wurden von der KBPP Posen entworfen. Anfang 1921 wurden die ersten Wagen beim Maschinenbauunternehmen H. Cegielski unter der Verwendung von langen, vierachsigen Drehgestellwagen deutscher Herkunft gebaut. Jeder dieser Artilleriewagen wurde mit einer 100-mm-Haubitze 1914/19A in einem unteren Geschützturm ausgestattet. Die zweite Waffe war auf der gegenüberliegenden Seite des Wagens, etwas höher angeordnet als die Haubitze und eine 75-mm-Kanone 1902/26. Das Schussfeld der Waffen betrug dank der Türme 360°. Für beide Waffen konnten im Wagen bis zu 240 Schuss mitgeführt werden. Weiterhin hatte der Wagen acht schwere Maschinengewehre wz. 1908, die in den Seiten und an den Enden der Wagen in kleinen Luken untergebracht waren. Ein weiteres Maschinengewehr wz. 08 befand sich in einem kleinen Turm in der Mitte des Wagens und wurde als Flugabwehr-Maschinengewehr genutzt. Für die Maschinengewehre wurden 3.750 Patronen in 250-Schuss-Gurten mitgeführt. Die Panzerung der Wagen bestand aus doppellagigen Panzerplatten mit 12–25 mm Stärke. Der Boden wurde mit 5–8 mm dicken Platten geschützt. Die Innenwände der Wagen wurden mit Eichenbrettern verkleidet. Auf jeder Seite gab es einen zweiflügelige Tür in der Mitte des Wagens. Auch gab es an beiden Enden Luken, um in andere Wagen einen Übergang ermöglichen zu können, was jedoch nur zu anderen Artilleriewagen oder Sturmwagen möglich war. Die Gesamtlänge dieser Wagen betrug 17,2 m und er hatte eine Höhe von 4,1 m. 35 Soldaten konnte der Wagen aufnehmen und hatte dadurch ein Gewicht von bis zu 50 t.

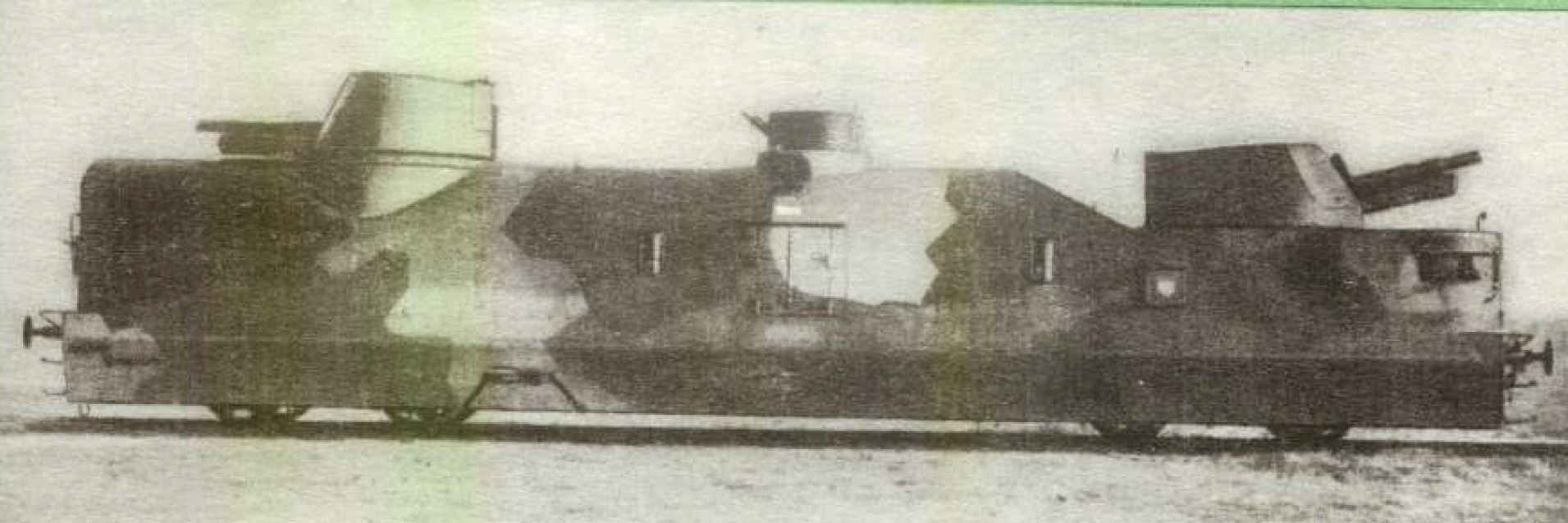
Seitenansicht eines Artilleriewagen
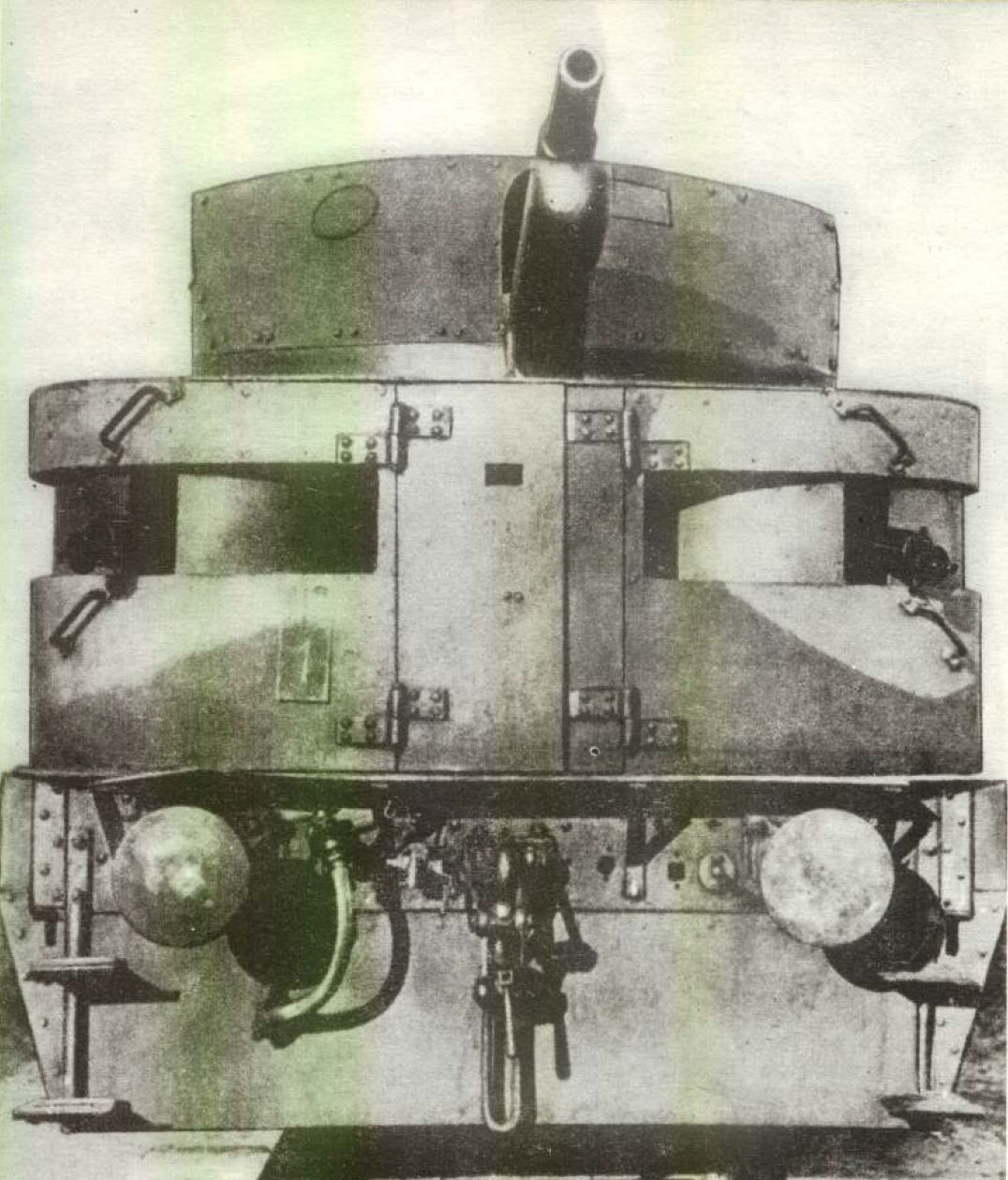
Frontansicht eines Artilleriewagen
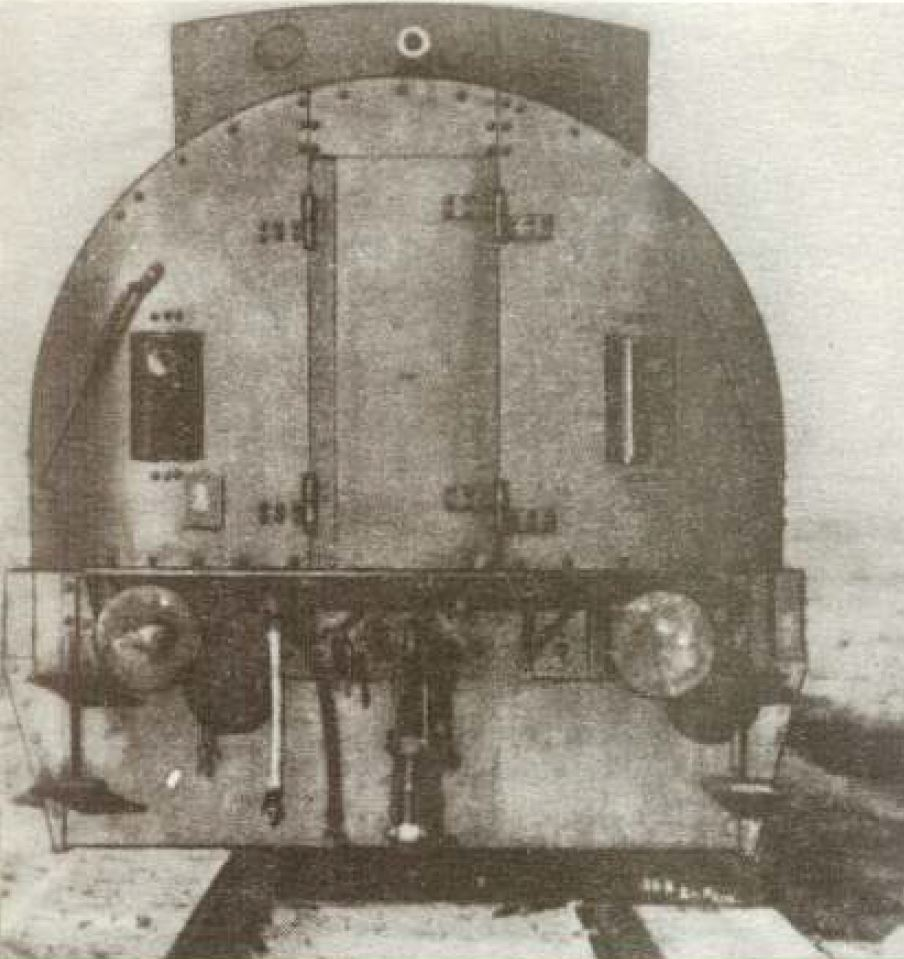
Rückansicht eines Artilleriewagen

### Sturmwagen

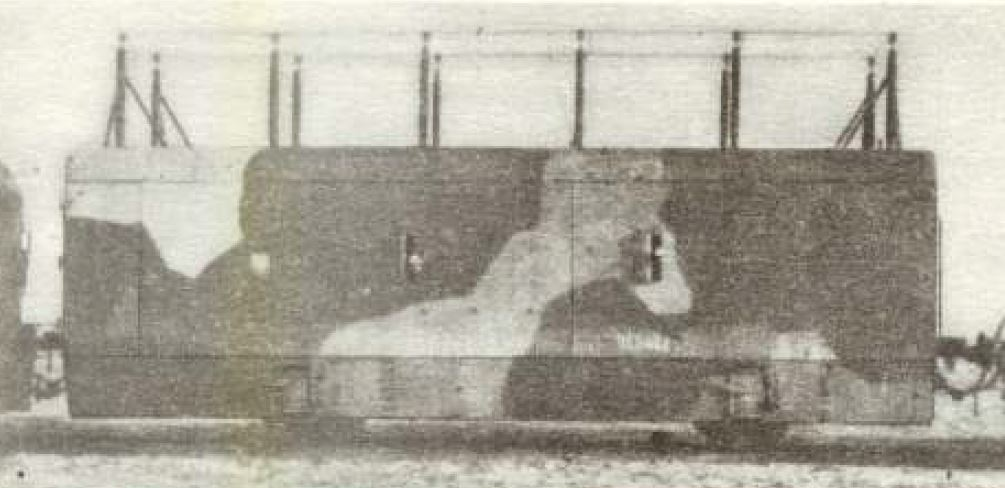
Sturmwagen mit Rahmenantenne

Die Sturmwagen waren für den Transport von Sturmsoldaten oder Infanterie vorgesehen. Die erste Zusammenstellung bestand wie beim Panzerzug Poznańczyk aus improvisierten und nur teilweise gepanzerten Güterwagen. Diese wurden mit Beton und Sandsäcken gepanzert und mit Maschinengewehren ausgerüstet.
Nach dem Polnisch-Sowjetischen Krieg wurde das komplette Rollmaterial des Zuges getauscht und modernisiert. Beim Panzerzug Danuta hatte der Sturmwagen eine rechteckige Form mit abgerundeter Oberkante. Die Panzerung war etwas dünner als die vom Artilleriewagen. Das Fahrgestell war vermutlich ein polnischer Flachwagen. Der Sturmwagen war 10 m lang. Als Bewaffnung besaß der Wagen vier Maschinengewehre wz. 08, zwei an jeder Seite. Im Sturmwagen fanden 32 Infanteristen Platz, zusammen mit acht Soldaten, die immer im Wagen blieben. In der Mitte des Wagens gab es eine kleine Kabine mit einem 100 km weit reichenden Langstreckenfunkgerät RKD/P. Außerdem gab es einen eigenen Generator zur Stromerzeugung, Batterien und eine umlaufende Rahmenantenne. Der Sturmwagen wurde 1939 von der Wehrmacht beim Panzerzug 21 weiter genutzt.

### Abstoßwagen
An beiden Enden des Zuges gab es jeweils einen Flachwagen oder Abstoßwagen. Hauptaufgabe dieser Wagen war es, auf mögliche Minen zu rollen, diese auszulösen und den Hauptteil des Zuges dadurch zu schützen. Auch wurden sie zum Transport von technischem Material wie Werkzeug, Schienen, Bahnschwellen oder Baumstämmen genutzt. Ein Flachwagen hatte eine Länge von 13 m und wog bis zu 27,5 t bei voller Beladung.

### Begleitzug

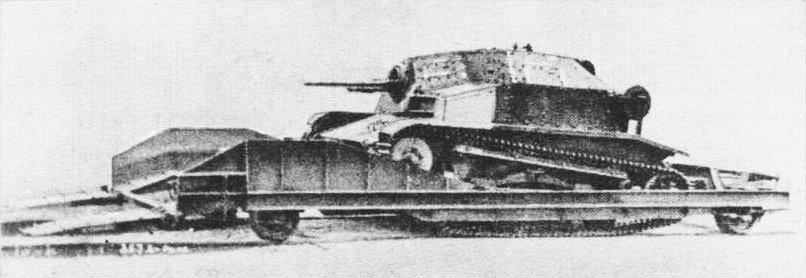
Panzerdraisinen Typ TK

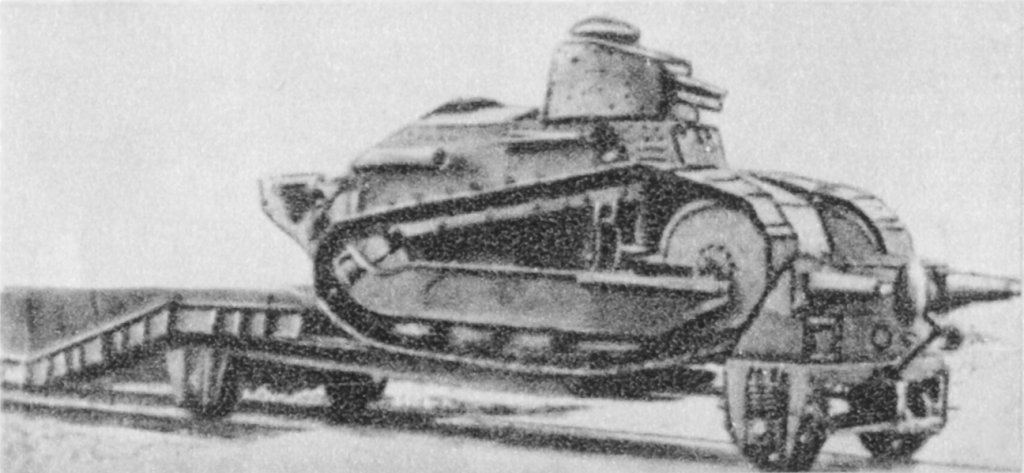
Panzerdraisinen Typ R für den FT-17

Weiterhin stand dem Panzerzug ein Draisinenzug zur Verfügung. Diese hatten zwei gepanzerte Draisinen mit Panzern vom Typ Renault FT und fünf Panzerdraisinen vom Typ TK mit TK-3-Tanketten. Hier arbeiteten immer ein FT 17 und zwei TK zusammen, die fünfte TK-Draisine war oftmals nur Reserve.

## Einsatz

### Posener Aufstand (1918–1919)
Aufgestellt wurde der Panzerzug Danuta während der Kampfhandlungen beim Posener Aufstand. Unklar ist jedoch, wie die erste Zusammenstellung zustande kam. Einige Quellen gehen davon aus, dass der Panzerzug aus Teilen des ehemaligen deutschen Panzerzuges 22 bestand und von den Aufständischen genutzt wurde. Andere Quellen besagen jedoch, dass der Panzerzug in Polen gebaut und zusammengestellt wurde. Klar ist jedoch, dass der Panzerzug Danuta zusammen mit den Panzerzügen Goplana und Rzepicha zur 2. Großpolnischen Panzerzugeinheit gehörte. Die erhaltene Panzerzugnummer war Pociągi Pancerne 9 (P.P. 9, deutsch: Panzerzug 9).

### Polnisch-Sowjetischer Krieg
Während der Kämpfe gegen die sowjetischen Truppen wurde der Panzerzug der 1. Polnischen Armee zugeteilt. Bei den Kämpfen um Warschau unterstützte der Panzerzug die 15. Division. Am 17. August 1920 unternahm der Panzerzug Danuta zusammen mit den Panzerzügen Msciciel und Paderewski einen erfolgreichen kombinierten Angriff auf die Stadt Minsk Mazowiecki. Nach diesem Gefecht wurde der Panzerzug der 5. Armee zugeteilt und nahm an Kämpfen in der Gegend von Mlawa teil.

### Zwischenkriegszeit

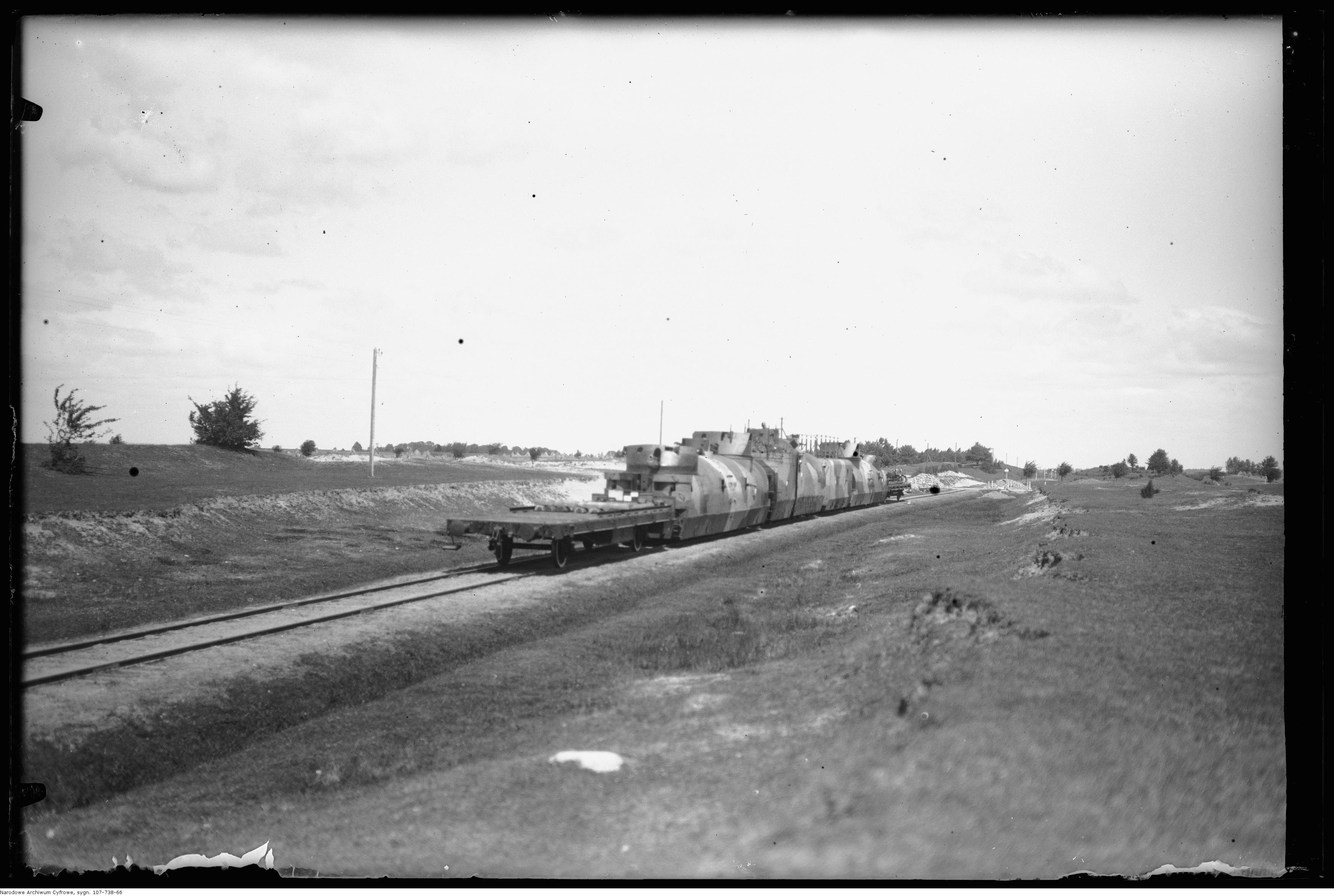
Der Panzerzug Danuta während Übungen 1935

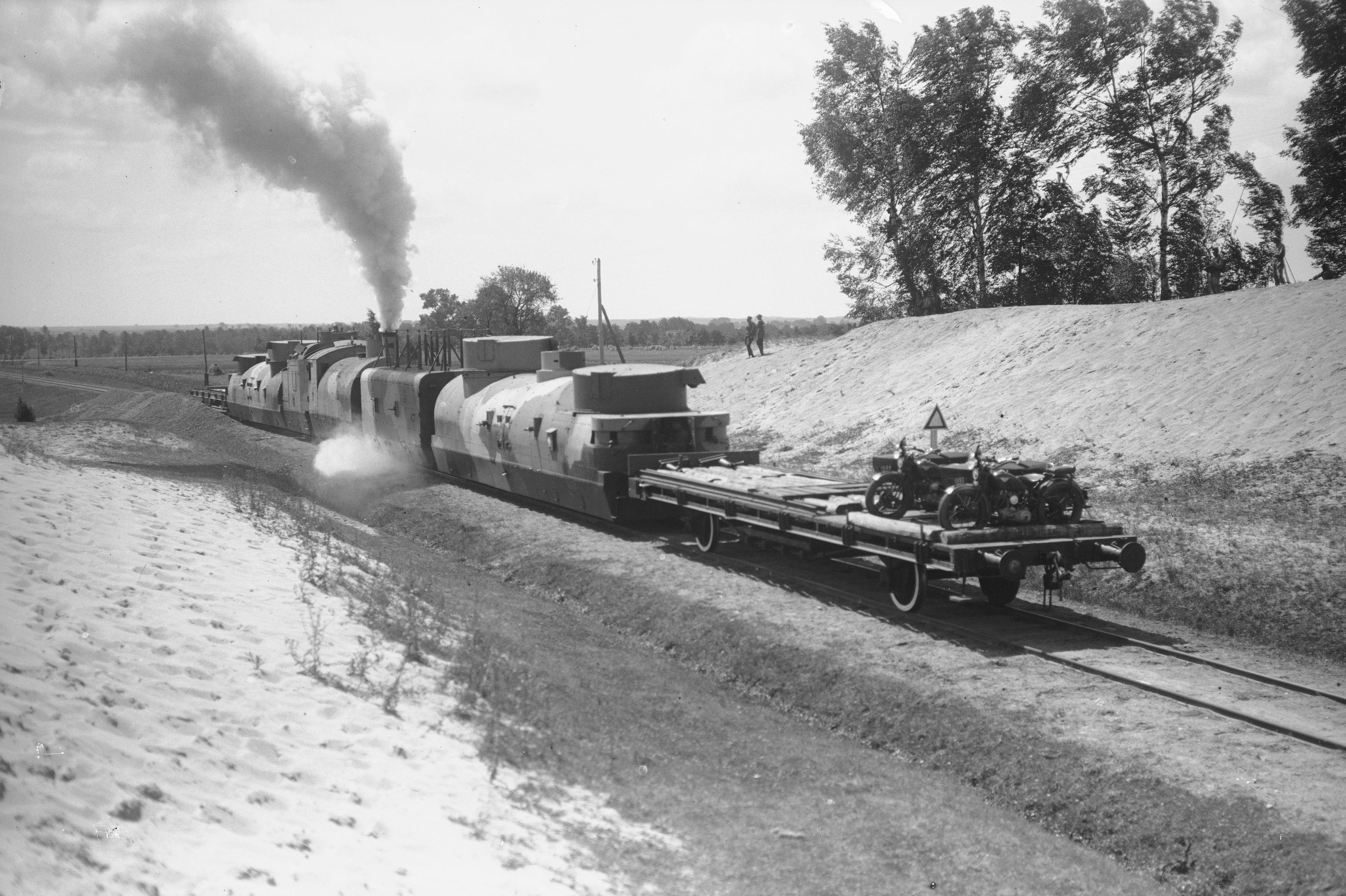
Der Panzerzug Danuta während Übungen 1935

Nachdem der Panzerzug 1921 mit neuem Rollmaterial ausgestattet wurde, erhielt dieser ab dem Jahr 1923 die neue Panzerzugnummer 5. Im Winter 1923/24 wurde der Panzerzug nicht wie andere eingelagert, sondern mit dem Panzerzug Generał Sosnkowski bis September 1927 von der Panzerzug-Ausbildungseinheit in Jablonna als Ausbildungszug genutzt. Ab 1927 gehörte der Panzerzug, genau wie der Panzerzug Poznańczyk, der Ausbildungs-Panzerzugdivision in Legionowo an. Im Oktober wurde die Schulabteilung in die 1. Panzerzugdivision umbenannt. Bis zur Mobilisierung im Sommer 1939 blieb der Panzerzug Danuta ein Ausbildungszug. Nach der Mobilisierung erhielt der Panzerzug Danuta die neue Panzerzugnummer 11 und wurde der Armee Poznań zugeteilt.

### Zweiter Weltkrieg

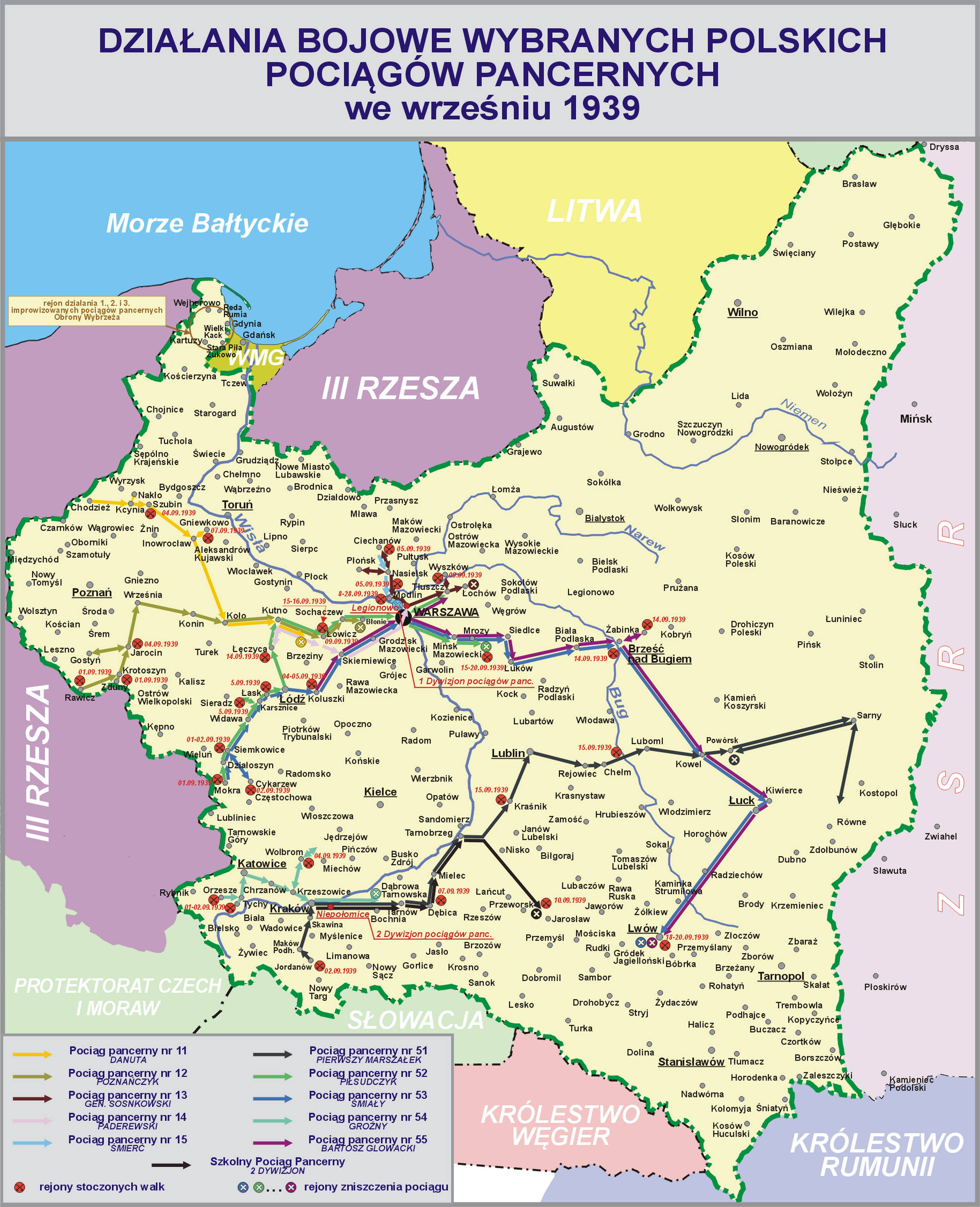
Kampfeinsätze polnischer Panzerzüge im September 1939.

In den frühen Morgenstunden am 1. September 1939 kam es zum Überfall auf Polen durch die Wehrmacht. Zu dieser Zeit wurde der Panzerzug Danuta für Patrouilleneinsätze abgestellt. Dabei deckte er die Divisionseinheiten, die im Gebiet der Stadt Kcynia und am Fluss Noteć im Einsatz waren. Am 4. September bombardierten Flugzeuge der Luftwaffe den Zug, welcher zu dieser Zeit in der Stadt Szubin stand, jedoch verursachten sie nur geringen Schaden. Am gleichen Tag wurde der Panzerzug der 15. Infanteriedivision der „Pomorze“-Armee zugeteilt. Diese bombardierten noch am selben Tag feindliche Einheiten in der Nähe von Bydgoszcz am Bydgoski-Kanal.
Vom 6. bis 7. September deckte der Panzerzug den Rückzug der Truppen aus der Stadt Inowrocław ab. Am 9. September erreichte der Panzerzug den Eisenbahnknotenpunkt Kutno, wo dieser auf den Panzerzug 14, „Paderewski“ traf. Der Panzerzug wurde nach Sochaczew weiter geschickt, allerdings kam dieser nur bis nach Żychlin, da die Strecke durch bombardierte Zivilzüge blockiert war. Nach mehreren Umwegen erreichte der Panzerzug am Morgen des 13. September Sochaczew. Kurz darauf, am 14. September, nahm der Panzerzug an der großen Schlacht an der Bzura teil. Hier versuchten polnische Truppen eine Gegenoffensive, welche jedoch nach 10 Tagen scheiterte. Noch am gleichen Tag erreichte der Panzerzug dann die Außenbezirke von Łowicz und wurde umgehend eingesetzt. Dabei wurde jedoch einer der Begleitpanzer beschädigt und musste repariert werden. Einen Tag später fand die Besatzung einen verlassenen Evakuierungszug vor mit vier 75-mm-Feldgeschützen. Diese wurden umgehend bemannt und dem Panzerzug zugeführt. Diese kamen auch kurze Zeit später bei einem Angriff auf die deutsche 24. Infanteriedivision zum Einsatz. Am Abend unterstützte der Panzerzug die polnische 16. Infanteriedivision.
Am 16. September kam es zu Kämpfen gegen das deutsche 31. Infanterieregiment. Dabei stoppte die präzise eingesetzte Artillerie des Zuges einen Angriff der Wehrmacht für mehrere Stunden auf offenem Gelände. Um im Gegenzug der Wehrmacht kein einfaches Ziel zu bieten, fuhr der Zug ständig hin und her, bekam jedoch dennoch einige Treffer ab. Trotz starkem Feuer des Panzerzuges schaffte die Wehrmacht es, Panzerabwehrkanonen in Stellung zu bringen, welche umgehend die Lokomotive unter Beschuss nahmen. Dabei wurde die Besatzung getötet und der Zug kam zum Stillstand. Ebenfalls wurde einer der Artillerietürme getroffen und außer Gefecht gesetzt. Da sich auch die Munitionsreserven des Panzerzuges dem Ende neigten, befahl der Kommandant, Hauptmann Bolesław Korobowicz, den Zug zu verlassen und zu sprengen. Da die Wehrmacht an dem Tag jedoch nicht weiter vorrückte, war es für die Besatzung ein kleiner Erfolg, auch wenn sie den Zug verloren hatten. Der größte Teil der Zugbesatzung geriet am 17. September in deutsche Kriegsgefangenschaft, einige wenige konnten sich bis nach Warschau zurückziehen, wo sie in einem neuen, improvisierten Panzerzug eingesetzt wurden.

## Zugpersonal
Ab 1919 bestand das Personal des Zuges unter anderem aus folgenden bekannten Personen, welche auch das Silberne Kreuz für militärische Tugend bekamen:
- Leutnant Franciszek Borowski
- Oberfeldwebel Stanisław Wieczorek (Nr. 4373)
- Zugunteroffizier Bolesław Płócieniak (Nr. 1724)
- Zugunteroffizier Feliks Strużyk (Nr. 5186)
- Gefreiter Ludwik Mrula (Nr. 5112)
- Gefreiter Kazimierz Perlik (Nr. 5111)
- Gefreiter Wincenty Wróblewski (Nr. 5189)
- Soldat Jan Graś (nr. 1729)
- Soldat Jakub Nowak (Nr. 5190)
- Soldat Szczepan Puszczykowski (Nr. 5191)

Im Jahr 1939 bestand das Personal des Zuges aus 9 Offizieren, 60 Unteroffizieren und 123 Mannschaftssoldaten. Die folgenden Personen sind bekannt:
- Zugkommandant: Hauptmann Bolesław Korobowicz[5]
- stellvertretender Zugkommandant: Oberleutnant der Artillerie Jan Tabortowski[13]
- Artillerieoffizier: Leutnant der Artillerie Mieczysław Niziński

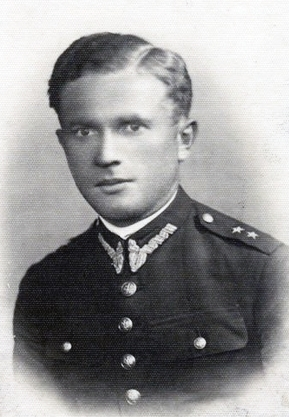
Oberleutnant der Artillerie Jan Tabortowski

## Zugzusammensetzung
Im Jahr 1939 setzte sich der Panzerzug 11 aus folgenden Wagen zusammen:
- gepanzerte Dampflokomotive vom Typ Ti3, Nummer 12 (Bild: 2. von rechts)
- zwei vierachsige Artillerie-Zwillingswagen Typ II mit den Nummern 699049 und 699050 (Bild: 1. von rechts und 1. von links)
- einem Sturmwagen Typ Warschau mit der Nummer 425627 (Bild: 2. von links)
- zwei Pdks-Plattformwagen

Als Nahunterstützung standen dem Zug ein Draisinenzug mit zwei Renault FT-17 und fünf Tanketten TK-3 oder TKS zur Verfügung.

## Verbleib
Der Panzerzug Danuta wurde am 16. September 1939 nahezu komplett zerstört und von der Wehrmacht nicht mehr repariert. Lediglich der Sturmwagen wurde beim deutschen Panzerzug 21 wieder eingesetzt.